# Brendan Rodgers
Brendan Rodgers (* 26. Januar 1973 in Carnlough, Larne) ist ein nordirischer Fußballtrainer.

## Trainerlaufbahn
Nachdem seine Spielerkarriere verletzungsbedingt bereits im Alter von 20 Jahren frühzeitig geendet hatte, arbeitete Rodgers in den folgenden Jahren als Jugendtrainer des FC Reading. 2004 wechselte er in gleicher Funktion zum von José Mourinho trainierten FC Chelsea und übernahm im Juli 2006 den Trainerposten der Reservemannschaft des Vereins.

### FC Watford (2008 bis 2009)
Seine erste Station als Cheftrainer wurde am 24. November 2008 der abstiegsgefährdete englische Zweitligist FC Watford. Rodgers führte den Verein in der Football League Championship 2008/09 noch auf den 13. Platz und schaffte damit den Klassenerhalt.

### FC Reading (2009)
Nach diesem ersten Erfolg in seiner Karriere als Cheftrainer verließ er nach Saisonende Watford und unterschrieb am 5. Juni 2009 einen Dreijahresvertrag bei seinem ehemaligen Verein FC Reading. Dieser hatte in der Vorsaison den direkten Wiederaufstieg in die Premier League erst in den Play-offs verpasst und spielte damit in der Saison 2009/10 erneut in der zweiten Liga. Seine Tätigkeit in Reading endete bereits am 17. Dezember 2009.

### Swansea City (2010 bis 2012)
Am 16. Juli 2010 übernahm er den Trainerposten beim walisischen Verein Swansea City. Swansea City spielte seit 2008 in der zweiten englischen Liga und hatte 2009/10 als Siebter nur knapp die Play-offs verpasst. Mit Rodgers gelang ihnen in der Championship 2010/11 eine weitere Steigerung, die am Saisonende auf den dritten Platz führte. Nach einem Erfolg in der ersten Play-off-Runde gegen Nottingham Forest (0:0 und 3:1) zog Swansea ins Finale ein. Dort besiegte die Mannschaft um den dreimaligen Torschützen Scott Sinclair seinen vorherigen Verein FC Reading mit 4:2 und zog damit als erster walisischer Verein in die Premier League ein. Bereits im Februar 2011 war Rodgers als Trainer des Monats der zweiten Liga ausgezeichnet worden.

### FC Liverpool (2012 bis 2015)
Zur Saison 2012/13 wechselte Rodgers zum englischen Verein FC Liverpool, bei dem er einen Dreijahresvertrag unterzeichnete, dessen Laufzeit er im Mai 2014 nach dem Erreichen des zweiten Platzes in der Premier League mit zwei Punkten Rückstand auf Meister Manchester City bis 2018 verlängerte. Am 4. Oktober 2015 wurde er wegen anhaltender Erfolglosigkeit entlassen und durch Jürgen Klopp ersetzt.

### Celtic Glasgow (2016 bis 2019)
Im Mai 2016 wurde Rodgers als Nachfolger von Ronny Deila Trainer des schottischen Erstligisten Celtic Glasgow. Er ist seit seiner Kindheit Celtic-Fan und ist nach Martin O’Neill und Neil Lennon der dritte nordirische Trainer des Vereins. In seinem ersten Jahr als Trainer gewann er mit Celtic das nationale Triple aus Meisterschaft, Pokal und Ligapokal. Dabei blieb seine Mannschaft in allen drei Wettbewerben unbesiegt. Am 4. November 2017 gewann Rodgers mit Celtic 4:0 gegen den FC St. Johnstone, womit der Verein 63 Pflichtspiele in Schottland ohne Niederlage blieb. Er übertraf damit mit seiner Mannschaft den britischen Rekord an ungeschlagenen Spielen, aufgestellt von der Mannschaft von Willie Maley zwischen den Jahren 1915 und 1917. Im November 2017 gewann er mit seiner Mannschaft erneut den Ligapokal. Er war damit der erste Celtic-Trainer nach Jock Stein, der vier nationale Trophäen in Folge gewann. In derselben Saison gewann er mit seiner Mannschaft erneut die Meisterschaft und den Pokal, womit das Triple erfolgreich verteidigt wurde. Rodgers’ Vertrag lief bis 2021.

### Leicester City (2019 bis 2023)
Am 26. Februar 2019 verließ Rodgers Celtic, um Leicester City in der englischen Premier League als Trainer zu übernehmen. Sein Vertrag lief bis 2025. Mit Leicester gewann Rodgers den FA Cup 2020/21 und das FA Community Shield 2021. Zudem erreichte er über die Premier League sowohl 2019/20, als auch 2020/21 durch den 5. Rang das Europäische Geschäft. In der Europa League 2020/21 konnte Leicester unter Rodgers überwintern, schied dann aber bereits im Sechzehntelfinale gegen Slavia Prag aus. In der Saison 2021/22 schied Rodgers mit Leicester in der Europa League als Gruppendritter nach der Gruppenphase aus und stieg in die Conference League ab wo man im Halbfinale gegen die AS Roma den Einzug ins Finale verpasste.
Im April 2023 wurde Rodgers entlassen, nachdem Leicester in den Abstiegskampf geraten ist.

### Celtic Glasgow (seit 2023)
Im Juni 2023 kehrte Rodgers als Cheftrainer zu Celtic Glasgow zurück, er unterzeichnete einen Vertrag bis Sommer 2026.

## Titel und Erfolge

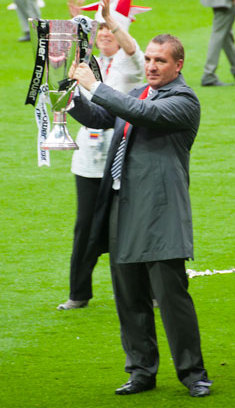
Brendan Rodgers nach dem Aufstieg in die Premier League

### Mit Swansea City
- Aufstieg in die Premier League: 2011
- Trainer des Monats Februar 2011 (zweite Liga)

### Mit Celtic Glasgow
- Schottischer Meister: 2017, 2018, 2024, 2025
- Schottischer Pokalsieger: 2017, 2018, 2024
- Schottischer Ligapokalsieger: 2017, 2018, 2019, 2025

### Mit Leicester City
- Englischer Pokalsieger: 2021
- Englischer Supercupsieger: 2021